# Toni Kurz
Pas d'image ? Cliquez ici
Toni Kurz (né le 13 janvier 1913 ; mort le 22 juillet 1936) est un alpiniste allemand, originaire de Berchtesgaden.
Avec Andreas Hinterstoisser, il a réalisé plusieurs premières ascensions alors réputées très difficiles dans les Alpes de Berchtesgaden :
Dans l'Untersberg :
- 1934 paroi sud-ouest du Berchtesgadener Hochthron
- 1936 Pilier sud du Berchtesgadener Hochthron

Sur le Reiter Alm :
- 1935 Wartsteinkante
- 1936 Arête sud du Groß Mühlsturzhorn

Sur le Watzmann :
- 1935 Arête sud directe du troisième Watzmannkind

Le 18 juillet 1936, il a tenté avec Andreas Hinterstoisser la première ascension de la paroi nord de l'Eiger. Cette tentative s'est terminée tragiquement. Les deux autrichiens Willy Angerer et Eduard Rainer sont également morts lors de cette tentative.

## Circonstances de la mort dans la face nord de l'Eiger
Lors de l'ascension, Willy Angerer a été blessé par une chute de pierres. Les quatre hommes ont alors décidé de rebrousser chemin. Mais la traversée qu'avait réussi à vaincre à l'aller Andreas Hinterstoisser, et qui depuis porte son nom, ne pouvait être franchie en sens inverse, faute de corde fixe, de telle sorte qu'ils ont dû se diriger droit vers le bas. Andreas Hinterstoisser a été emporté par une avalanche qui a frappé les quatre alpinistes. Willy Angerer, situé en dessous de Kurz, est venu s'écraser contre la paroi et est mort sur le coup. Edi Rainer, situé au-dessus de Kurz, a été projeté contre la paroi et est mort en quelques minutes, asphyxié par la corde qui retenait ses deux camarades suspendus dans le vide.
Seul Kurz était indemne. Plus tard dans la journée, des sauveteurs sont venus d'en bas, mais n'ont pas pu parvenir jusqu'à lui, et Kurz a dû rester suspendu toute la nuit. Le lendemain, les sauveteurs se sont de nouveau approchés de Kurz qui a tenté, avec une main congelée, de descendre vers eux en rappel jusqu'à une fenêtre dans le tunnel ferroviaire de la Jungfrau. Tout d'abord, il a coupé la corde qui le reliait à Angerer, suspendu mort au-dessous de lui. Puis il est remonté pour couper la corde qui le reliait à Rainer, mort également. Il a récupéré la corde, mais comme elle était trop courte, il a séparé les brins pour les relier bout à bout afin d'atteindre les secouristes. Tout cela lui a pris près de cinq heures. Les brins reliés entre eux étant insuffisamment solides pour supporter Kurz en rappel, les secouristes y ont attaché une corde, mais celle-ci était aussi trop courte, alors ils y ont attaché une deuxième corde en faisant un nœud.
Kurz a ensuite tiré la corde vers lui, l'a fixée à lui en la faisant passer dans un mousqueton, et a commencé une descente en rappel. À quelques mètres au-dessus des sauveteurs qui ne pouvaient l'atteindre, le nœud est venu buter contre le mousqueton. Kurz a tenté désespérément de faire passer le nœud à travers le mousqueton pendant quelques minutes, puis il s'est laissé aller en avant et a déclaré « Ich kann nicht mehr » (« je n'en peux plus ») et est mort sous les yeux des sauveteurs impuissants.
Son corps est resté visible plusieurs mois à la longue-vue depuis le village au pied de l'Eiger (et ayant attiré les touristes). Sa corde fut finalement coupée par une cordée venue de Grindelwald.

## Film
- Le docu-drama (2007), The Beckoning Silence, lie l'histoire de Toni Kurz au combat pour la survie de l'alpiniste anglais Joe Simpson dans les Andes. Joe Simpson avait précédemment écrit un livre sur l'Eiger (2003): Eiger, la dernière course, Glénat livres  (ISBN 9782723441148)

- L'histoire de l'ascension de l'Eiger est racontée par le film Duel au sommet (Norwand, 2008). L'acteur Benno Fürmann interprète le rôle de Toni Kurz.